# Turri
Turri (sardinsky: Tùrri) je italská obec (comune) v provincii Sud Sardegna v regionu Sardinie. Nachází se ve výšce 164 metrů nad mořem a má 379 obyvatel. Rozloha obce je 9,60 km².